# Griffith (Nova Gales do Sul)
Griffith é uma cidade regional importante na área de irrigação de Murrumbidgee. Está localizada na parte noroeste da região de Riverina, Nova Gales do Sul, conhecida geralmente como a tigela de comida da Austrália. Griffith foi proclamada cidade em 1987 e tinha uma população de 20.251 em junho de 2018.